# Kalksättigung
Wenn Kalzit bei Kontakt mit Wasser weder zur Auflösung noch zur Abscheidung von Calciumcarbonat neigt, spricht man von einer Kalzit- bzw. Calciumcarbonat- Sättigung.
Kommt es auf Grund eines Kohlensäure-Überschusses zu einer Erniedrigung des pH-Wertes des Wassers, so wirkt es calcitlösend. Steigt der pH-Wert jedoch an, so führt dies zu einer Übersättigung (es wirkt dann calcitabscheidend). In allen Fällen bildet sich ein dynamisches chemisches Gleichgewicht.
Trinkwasser soll gemäß den Bestimmungen der Trinkwasserverordnung nicht calcitlösend sein, da sonst Werkstoffe, die kalkhaltig sind (z. B. Beton), angegriffen werden können und auch die Schutzschichtbildung auf metallischen Oberflächen verhindert wird. Deshalb besteht die Notwendigkeit, durch Entsäuerung überschüssige Kohlensäure aus calcitlösendem Trinkwasser zu entfernen.